# Režie (ekonomika)
Režie, přesněji režijní náklady představují v ekonomice společné náklady konkrétního podniku, které nelze vyjádřit jako jednicové, to jest přiřadit jednotlivým výrobkům či službám. Protože je nelze stanovit přímo na jednici, musí se rozvrhovat pomocí tzv. režijní přirážky. Příkladem mohou být náklady na údržbu, úklid, topení atd. Obecně se s režiemi počítá například v kalkulačním vzorci při výpočtu ceny výrobku.
Režijní náklady vznikají ve všech fázích či složkách činnosti podniku a rozlišuje se například:
- režie zásobovací, související s nákupem, skladováním a výdejem materiálu,
- režie výrobní, spojená s řízením a obsluhou výrobních zařízení (například údržba, řízení kvality atd.),
- režie správní zahrnuje náklady na řízení a správu podniku (vedení, účtárny atd.) a
- režie odbytová, která zahrnuje například balení, expedici, reklamu atd.[1]

Z jiného hlediska se rozlišuje režie variabilní, závisející na množství či objemu činnosti, a fixní, která na něm nezávisí. Podle předmětu se rozlišuje režie osobní (platy) a věcná.